# Georgina García Pérez
Georgina García Pérez   (Barcelona, 13 de maig de 1992) és una jugadora de tennis catalana del Club Tennis Sabadell que ha guanyat un títol de dobles del circuit WTA a més de deu títols individuals i dotze de dobles en el circuit ITF. El 26 de febrer de 2018 va aconseguir el seu millor rànquing individual, que correspon al 154 del món en data de març de 2018.
El 28 de novembre de 2016, va aconseguir el millor lloc en el rànquing de dobles, el número 120 del món.

## Trajectòria

### 2014
Després d'estar tres anys sense jugar per motius personals, va tornar a la competició.

### 2015
Només uns mesos després del seu retorn, va aconseguir 2 títols ITF de 10.000$, a Montsó i a Portugal.

### 2016
Va aconseguir 3 títols individuals de la ITF, a més de 4 títols més en el circuit de dobles, la qual cosa la portà a debutar en el circuit WTA a la Copa Colsanitas 2016, fent parella amb Laura Pous Tió en la modalitat de dobles, on va perdre el partit en la primera ronda contra Nicole Melichar i Rebecca Peterson.

### 2017
S'estrenà en el Gran Slam disputant la fase prèvia de Wimbledon, perdent per 3 sets davant la nord-americana Sachia Vickery. Una lesió en el canell li va impedir de jugar durant l'estiu. A finals d'any, va tornar a la competició amb la intenció de sumar els punts necessaris per jugar la prèvia de l'Open d'Austràlia i es quedà només a una setmana de poder entrar, en guanyar el Torneig de Pune.

### 2018
Va estrenar la temporada en el torneig ITF 60.000$ de Adrezieux, a França, on va aconseguir el primer títol més important de la seva carrera derrotant en la final l'extop100, l'holandesa Arantxa Rus, per un marcador de 6-2 6-0. La setmana després d'aquest títol, va ser convocada per primera vegada en la seva carrera, per la nova capitana Anabel Medina, per jugar una eliminatòria de la Copa Federació de Tennis. Seria davant d'Itàlia durant els dies 10 i 11 de febrer, que va disputar el partit de dobles amb María José Martínez i van guanyar a la parella italiana.
Després de superar la fase prèvia en la WTA de Budapest, tot remuntant sengles partits davant Naomi Broady i la vetaraníssima extop 10 Patty Schnider, va jugar el seu primer quadre final d'un torneig de nivell WTA, on va caure en 2 sets (2-6 i 4-6) davant la sèrbia Aleksandra Krunic. Cal destacar també que en el segon partit de la fase de classificació, va fer un servei a 220km/h, que es va convertir en el servei més ràpid en la història del tennis femení i està pendent de ser verificada per la WTA. En el mateix torneig, en la modalitat de dobles, va aconseguir conquerir el seu primer títol WTA al costat de la seva companya, Fanny Stollár, tot guanyant amb remuntada inclosa, per un joc decisiu (tie-break) les número 1 del quadre, la parella formada per la sueca Johanna Larsson i la belga Kirsten Flipkens.

## Palmarès

### Dobles femenins: 3 (1−2)
| Abans de 2009                | Després de 2009         |
| ---------------------------- | ----------------------- |
| Grand Slam (0−0)             |                         |
| WTA Tour Championships (0−0) |                         |
| Tier I (0−0)                 | Premier Mandatory (0−0) |
| Tier II (0−0)                | Premier 5 (0−0)         |
| Tier III (0−0)               | Premier (0−0)           |
| Tier IV i V (0−0)            | International (1−2)     |

| Títols per superfície |
| --------------------- |
| Dura (1−0)            |
| Gespa (0−0)           |
| Terra batuda (0−2)    |

| Resultat  | Núm. | Data                 | Torneig           | Superfície   | Parella             | Oponents en la final                      | Marcador         |
| --------- | ---- | -------------------- | ----------------- | ------------ | ------------------- | ----------------------------------------- | ---------------- |
| Guanyador | 1.   | 25 de febrer de 2018 | Budapest, Hongria | Dura (i)     | Fanny Stollár       | Kirsten Flipkens Johanna Larsson          | 4−6, 6−4, [10−3] |
| Finalista | 1.   | 5 de maig de 2018    | Rabat, Marroc     | Terra batuda | Fanny Stollár       | Anna Blinkova Raluca Olaru                | 4−6, 4−6         |
| Finalista | 2.   | 4 de maig de 2019    | Rabat (2)         | Terra batuda | Oksana Kalashnikova | M.J. Martínez Sánchez Sara Sorribes Tormo | 5−7, 1−6         |

### Circuit ITF

#### Individual: 16 (10−6)
| Circuit ITF             |
| ----------------------- |
| Torneigs 100.000$ (0−0) |
| Torneigs 75.000$ (0−0)  |
| Torneigs 50.000$ (1−0)  |
| Torneigs 25.000$ (4−2)  |
| Torneigs 15.000$ (1−1)  |
| Torneigs 10.000$ (4−3)  |

| Títols per superfície |
| --------------------- |
| Dura (5−2)            |
| Gespa (0−0)           |
| Terra batuda (5−3)    |
| Moqueta (0−1)         |

| Resultat   | Núm. | Data                   | Torneig                          | Superfície   | Oponent en la final        | Marcador             |
| ---------- | ---- | ---------------------- | -------------------------------- | ------------ | -------------------------- | -------------------- |
| Finalista  | 1.   | 11 de maig de 2009     | Fuerteventura, Espanya           | Moqueta      | Lena-Marie Hofmann         | 5−7, 4−6             |
| Finalista  | 2.   | 23 de juny de 2014     | Melilla, Espanya                 | Dura         | Lucía Cervera Vázquez      | 6−4, 6−7(5), 6−7(14) |
| Finalista  | 3.   | 13 d'abril de 2015     | Ponta Delgada, Portugal          | Dura         | Julie Coin                 | 0−6, 1−6             |
| Guanyadora | 1.   | 20 d'abril de 2015     | Ponta Delgada                    | Dura         | Kelly Versteeg             | 6−2, 6−1             |
| Guanyadora | 2.   | 11 de maig de 2015     | Montsó, Espanya                  | Dura         | Cristina Sánchez Quintanar | 6−4, 6−2             |
| Finalista  | 4.   | 31 d'agost de 2015     | Barcelona, Espanya               | Terra batuda | Myrtille Georges           | 3−6, 6−7(3)          |
| Guanyadora | 3.   | 22 d'agost de 2016     | Bükfürdő, Hongria                | Terra batuda | Gabriela Pantůčková        | 6−3, 6−0             |
| Guanyadora | 4.   | 31 d'octubre de 2016   | Casablanca, Marroc               | Terra batuda | Fatma Al-Nabhani           | 6−4, 3−6, 6−2        |
| Guanyadora | 5.   | 19 de novembre de 2016 | Rabat, Marroc                    | Terra batuda | Fatma Al-Nabhani           | 6−3, 2−6, 6−1        |
| Guanyadora | 6.   | 12 de febrer de 2017   | Hammamet, Tunísia                | Terra batuda | Jil Teichmann              | 7−5, 6−2             |
| Finalista  | 5.   | 23 d'abril de 2017     | Santa Margherita di Pula, Itàlia | Terra batuda | Velentina Ivakhenko        | 5−7, 3−6             |
| Finalista  | 6.   | 7 de maig de 2017      | Lleida, Espanya                  | Terra batuda | Olga Sáez Larra            | 4−6, 6−7(6)          |
| Guanyadora | 7.   | 14 de maig de 2017     | Montsó (2)                       | Terra batuda | Marie Bouzkova             | 6−1, 6−3             |
| Guanyadora | 8.   | 21 de maig de 2017     | La Bisbal d'Empordà, Espanya     | Terra batuda | Estrella Cabeza Candela    | 6−2, 0−6, 6−4        |
| Guanyadora | 9.   | 16 de desembre de 2017 | Pune, Índia                      | Dura         | Katy Dunne                 | 6−4, 7−5             |
| Guanyadora | 10.  | 28 de gener de 2018    | Andrézieux-Bouthéon, França      | Dura (i)     | Arantxa Rus                | 6−2, 6−0             |

#### Dobles femenins: 23 (13−10)
| Circuit ITF             |
| ----------------------- |
| Torneigs 100.000$ (1−0) |
| Torneigs 75.000$ (0−0)  |
| Torneigs 50.000$ (0−0)  |
| Torneigs 25.000$ (1−1)  |
| Torneigs 15.000$ (0−0)  |
| Torneigs 10.000$ (3−7)  |

| Títols per superfície |
| --------------------- |
| Dura (1−4)            |
| Gespa (0−0)           |
| Terra batuda (4−3)    |
| Moqueta (0−1)         |

| Resultat   | Núm. | Data                   | Torneig                          | Superfície       | Parella                   | Oponents en la final                 | Marcador            |
| ---------- | ---- | ---------------------- | -------------------------------- | ---------------- | ------------------------- | ------------------------------------ | ------------------- |
| Finalista  | 1.   | 11 de maig de 2009     | Fuerteventura, Espanya           | Moqueta          | Majoly De Wilde           | Danielle Brown Elizabeth Thomas      | 4−6, 4−6            |
| Finalista  | 2.   | 12 de juliol de 2010   | Càceres, Espanya                 | Dura             | Kim Grajdek               | Jade Hopper Victoria Larrière        | 5−7, 4−6            |
| Finalista  | 3.   | 5 de setembre de 2011  | Madrid, Espanya                  | Dura             | Rocío de la Torre Sánchez | Anna Fitzpatrick Jade Windley        | 6−1, 0−6, [8−10]    |
| Finalista  | 4.   | 19 de setembre de 2011 | Madrid                           | Dura             | Rocío de la Torre Sánchez | Evelyn Mayr Julia Mayr               | 1−6, 4−6            |
| Guanyadora | 1.   | 26 de setembre de 2011 | Madrid                           | Terra batuda     | Rocío de la Torre Sánchez | Kiki Bertens Elyne Boeykens          | 5−7, 6−4, [10−8]    |
| Guanyadora | 2.   | 10 de novembre de 2014 | Casablanca, Marroc               | Terra batuda     | Olga Parres Azcoitia      | Tea Faber Silvia Njirić              | 6−2, 6−4            |
| Guanyadora | 3.   | 17 de novembre de 2014 | Casablanca                       | Terra batuda     | Olga Parres Azcoitia      | Manisha Foster Lisa Sabino           | 1−6, 7−6(2), [10−7] |
| Finalista  | 5.   | 20 d'abril de 2015     | Ponta Delgada, Portugal          | Dura             | Olga Parres Azcoitia      | Maria Palhoto Charlotte Römer        | 5−7, 6−3, [0−10]    |
| Guanyadora | 4.   | 11 de maig de 2015     | Montsó, Espanya                  | Dura             | Olga Parres Azcoitia      | Başak Eraydın Francesca Stephenson   | 6−4, 6−2            |
| Finalista  | 6.   | 29 de febrer de 2016   | Tarragona, Espanya               | Terra batuda     | Olga Sáez Larra           | Irina Maria Bara Alyona Sotnikova    | 5−7, 6−3, [8−10]    |
| Finalista  | 7.   | 21 de març de 2016     | Le Havre, França                 | Terra batuda (i) | Diāna Marcinkēviča        | Bernarda Pera Sabrina Santamaria     | 2−6, 2−6            |
| Guanyadora | 5.   | 4 de juliol de 2016    | Budapest, Hongria                | Terra batuda     | Ema Burgić Bucko          | Lenka Kunčíková Karolína Stuchlá     | 6−4, 2−6, [12−10]   |
| Finalista  | 8.   | 1 d'agost de 2016      | Plzeň, República Txeca           | Terra batuda     | Ema Burgić Bucko          | Katarzyna Kawa Cornelia Lister       | 1−6, 6−7(8)         |
| Guanyadora | 6.   | 22 d'agost de 2016     | Bükfürdő, Hongria                | Terra batuda     | Fanny Stollár             | Dalma Gálfi Réka Luca Jani           | 6−3, 7−6(4)         |
| Guanyadora | 7.   | 29 d'agost de 2016     | Barcelona, Espanya               | Terra batuda     | Andrea Gámiz              | Alice Matteucci Jil Teichmann        | 6−2, 7−5            |
| Guanyadora | 8.   | 26 de setembre de 2016 | Clermont-Ferrand, França         | Dura (i)         | Olga Sáez Larra           | Manon Arcangioli Silvia Njirić       | 6−2, 3−6, [10−2]    |
| Finalista  | 9.   | 31 d'octubre de 2016   | Casablanca                       | Terra batuda     | Julia Stamatova           | Daiana Negreanu Oana Georgeta Simion | 5−7, 7−5, [12−10]   |
| Guanyadora | 9.   | 15 d'abril de 2017     | Santa Margherita di Pula, Itàlia | Terra batuda     | Bernarda Pera             | Cristiana Ferrando Camilla Rosatello | 6−4, 6−3            |
| Guanyadora | 10.  | 6 de maig de 2017      | Lleida, Espanya                  | Terra batuda     | Andrea Gámiz              | Vera Lapko Aleksandrina Naydenova    | 6−1, 4−6, [10−8]    |
| Guanyadora | 11.  | 12 de maig de 2017     | Montsó (2)                       | Dura             | Andrea Gámiz              | Sofia Shapatava Valeriya Strakhova   | 6−3, 6−4            |
| Finalista  | 10.  | 25 de novembre de 2017 | València, Espanya                | Terra batuda     | Andrea Gámiz              | Cristina Bucșa Yana Sizikova         | 6−7(1), 6−7(5)      |
| Guanyadora | 12.  | 22 de desembre de 2017 | Navi Mumbai, Índia               | Dura             | Diāna Marcinkēviča        | Pranjala Yadlapalli Tamara Zidanšek  | 6−0, 6−1            |
| Guanyadora | 13.  | 7 d'abril de 2019      | Óbidos, Portugal                 | Moqueta          | Cristina Bucșa            | Sofia Shapatava Emily Webley-Smith   | 7−5, 7−5            |